# پلیس (فیلم ۱۹۸۵)
پلیس (به فرانسوی: Police) فیلمی جنایی/درام به کارگردانی موریس پیالا محصول سال ۱۹۸۵ است. از بازیگران این فیلم می‌توان به ژرار دوپاردیو، ساندرین بونر و سوفی مارسو اشاره کرد.